# Babek (raion)
Pour les articles homonymes, voir Babek.
Babek (en azéri Babək) est un raion de la république autonome du Nakhitchevan, en Azerbaïdjan.

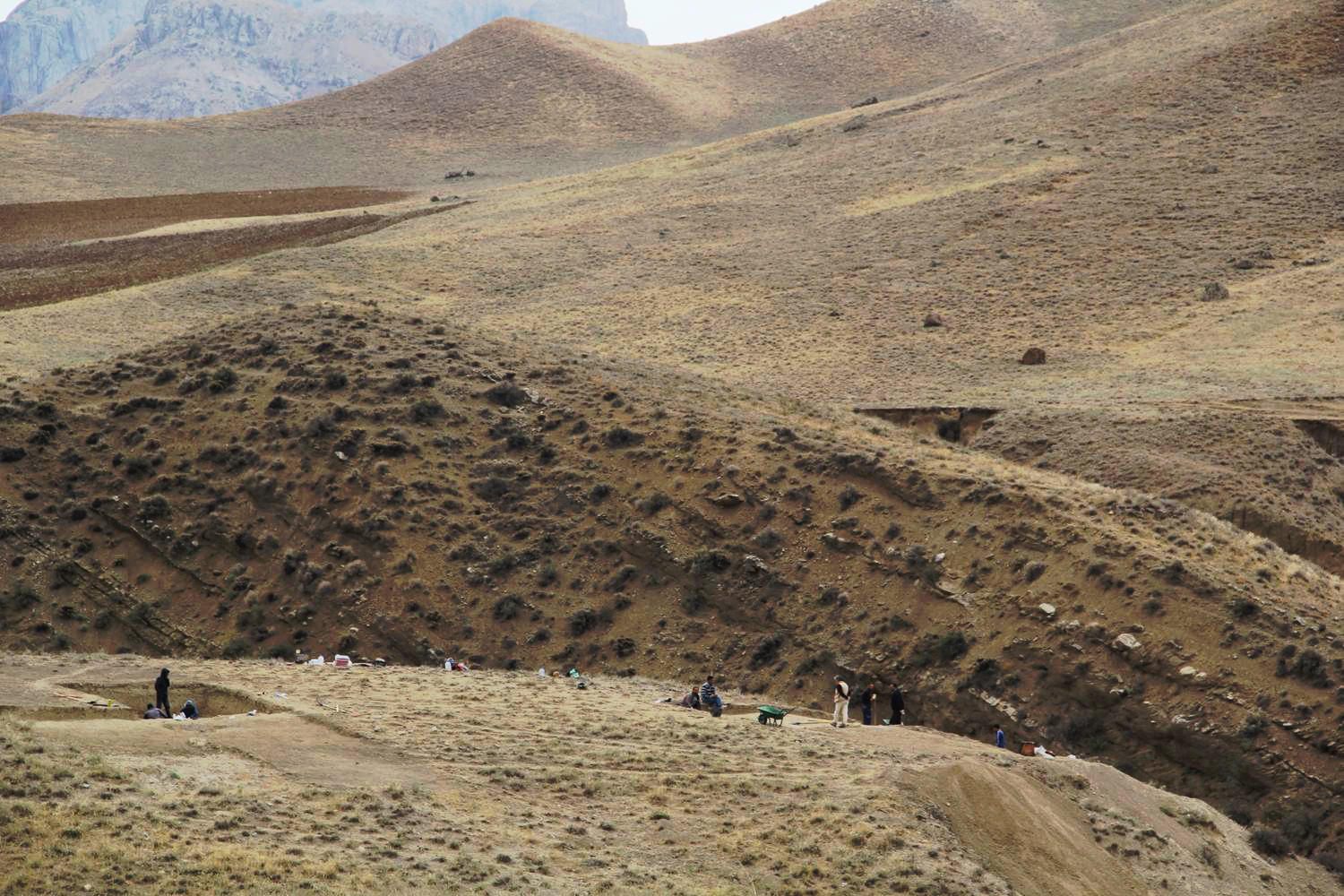
Uçan ağıl.